# Élections sénatoriales de 1998 en Gironde
Les élections sénatoriales en Gironde ont eu lieu le dimanche 27 septembre 1998. 
Elles ont eu pour but d'élire les sénateurs représentant le département au Sénat pour un mandat de neuf années.

## Contexte départemental
Lors des élections sénatoriales du 24 septembre 1989 dans la Gironde, cinq sénateurs ont été élus :
La liste Majorité départementale et présidentielle pour le progrès et la solidarité en Gironde a eu trois élus : Philippe Madrelle (PS), Marc Boeuf (PS) et Bernard Dussaut (PS).  
La liste Union sénatoriale pour la Gironde a eu deux élus : Jean-François Pintat (UDF-PR) et Jacques Valade (RPR).  
Depuis, tous les effectifs du collège électoral des grands électeurs ont été renouvelés, avec les élections législatives françaises de 1997, les élections régionales françaises de 1998, les élections cantonales de 1994 et 1998 et les élections municipales françaises de 1995.

## Rappel des résultats de 1989
| Tête de liste  | Tête de liste          | Liste          | Voix  | %      | Sièges |  |
| -------------- | ---------------------- | -------------- | ----- | ------ | ------ |  |
|                | Philippe Madrelle      | PS             | 1 224 | 45,65  | 3      |  |
|                | Jean-François Pintat   | UDF-RPR-CNIP   | 1 161 | 43,30  | 2      |  |
|                | Jean Lafourcade        | PCF            | 131   | 4,89   |        |  |
|                | Jacques Boyer-Andrivet | UDF            | 124   | 4,63   |        |  |
|                | Jacques Colombier      | FN             | 41    | 1,53   |        |  |
|                |                        |                |       |        |        |  |
| Inscrits       | Inscrits               | Inscrits       | 2 707 | 100,00 |        |  |
| Abstentions    | Abstentions            | Abstentions    | 13    | 0,48   |        |  |
| Votants        | Votants                | Votants        | 2 694 | 99,52  |        |  |
| Blancs et nuls | Blancs et nuls         | Blancs et nuls | 13    | 0,48   |        |  |
| Exprimés       | Exprimés               | Exprimés       | 2 681 | 99,04  |        |  |

## Sénateurs sortants
| Sénateur | Sénateur          | Parti | Fonctions lors de l'élection en 1989                                  |
| -------- | ----------------- | ----- | --------------------------------------------------------------------- |
|          | Philippe Madrelle | PS    | Sénateur sortant, président du conseil général, maire de Carbon-Blanc |
|          | Bernard Dussaut   | PS    | Conseiller général, maire de Montségur                                |
|          | Joëlle Dusseau    | PRG   | Conseillère générale, conseillère municipale de Bruges                |
|          | Jacques Valade    | RPR   | Conseiller général, adjoint au maire de Bordeaux                      |
|          | Gérard César      | RPR   | Conseiller général, maire de Rauzan                                   |

## Présentation des candidats
Les nouveaux représentants sont élus pour une législature de 9 ans au suffrage universel indirect par les 2810 grands électeurs du département. 
En Gironde, les sénateurs sont élus au scrutin proportionnel.
Les nouveaux représentants sont élus pour une législature de 9 ans au suffrage universel indirect par les 2896 grands électeurs du département. 
Dans les Bouches-du-Rhône, les sénateurs sont élus au scrutin proportionnel. 

### Parti communiste français
| N° | Candidats | Candidats          | Parti | Principale fonction                                 |
| -- | --------- | ------------------ | ----- | --------------------------------------------------- |
| 01 |           | Pierre Augey       | PCF   | Conseiller régional, maire de Fargues-Saint-Hilaire |
| 02 |           | Annie Namin        | PCF   | Maire des Billaux                                   |
| 03 |           | Jean-Jacques Paris | PCF   | Conseiller général                                  |
| 04 |           | Conchita Cimbron   | PCF   | Conseillère municipale de Pauillac                  |
| 05 |           | Jean-Paul Petit    | PCF   | Maire de Saint-Caprais-de-Bordeaux                  |

### Parti socialiste et alliés
| N° | Candidats | Candidats         | Parti | Principale fonction                                                   |
| -- | --------- | ----------------- | ----- | --------------------------------------------------------------------- |
| 01 |           | Philippe Madrelle | PS    | Sénateur sortant, président du conseil général, maire de Carbon-Blanc |
| 02 |           | Bernard Dussaut   | PS    | Sénateur sortant, conseiller général, maire de Monségur               |
| 03 |           | Alain Anziani     | PS    | Conseiller régional                                                   |
| 04 |           | Ghyslaine Boeuf   | PS    | Conseillère générale                                                  |
| 05 |           | Bernard Prévôt    | PS    | Conseiller général, maire de Lesparre-Médoc                           |

### Divers gauche
| N° | Candidats | Candidats             | Parti | Principale fonction                                  |
| -- | --------- | --------------------- | ----- | ---------------------------------------------------- |
| 01 |           | Joëlle Dusseau        | PRG   | Sénatrice sortante, conseillère municipale de Bruges |
| 02 |           | Marie Lohrer          | DVG   |                                                      |
| 03 |           | Jacques Lahon         | DVG   | Conseiller municipal de Bordeaux                     |
| 04 |           | Colette Perrin-Delage | DVG   |                                                      |
| 05 |           | France Moncassin      | DVG   |                                                      |

### Union de la Droite
| N° | Candidats | Candidats           | Parti | Principale fonction                                   |
| -- | --------- | ------------------- | ----- | ----------------------------------------------------- |
| 01 |           | Jacques Valade      | RPR   | Sénateur sortant, conseiller régional                 |
| 02 |           | Gérard César        | RPR   | Sénateur sortant, conseiller général, maire de Rauzan |
| 03 |           | Xavier Pintat       | DL    | Conseiller général, maire de Soulac-sur-Mer           |
| 04 |           | Alain Cazabonne     | UDF   | Maire de Talence                                      |
| 05 |           | Marie-France Théron | UDF   | Maire de Portets                                      |

### Front national
| N° | Candidats | Candidats         | Parti | Principale fonction                                 |
| -- | --------- | ----------------- | ----- | --------------------------------------------------- |
| 01 |           | Jacques Colombier | FN    | Conseiller régional, conseiller municipal de Langon |
| 02 |           | Alain de Peretti  | FN    | Conseiller régional, conseiller municipal de Langon |
| 03 |           | Éric Champoiseau  | FN    |                                                     |
| 04 |           | Colette Calichon  | FN    |                                                     |
| 05 |           | Denis Lemoine     | FN    |                                                     |

## Résultats
| Tête de liste  | Tête de liste     | Liste          | Voix  | %      | Sièges |  |
| -------------- | ----------------- | -------------- | ----- | ------ | ------ |  |
|                | Jacques Valade    | RPR-UDF-DL     | 1 274 | 46,01  | 3      |  |
|                | Philippe Madrelle | PS             | 1 172 | 42,33  | 2      |  |
|                | Pierre Augey      | PCF            | 131   | 4,73   |        |  |
|                | Joëlle Dusseau    | PRG            | 76    | 2,74   |        |  |
|                | Jacques Colombier | FN             | 70    | 2,53   |        |  |
|                | Dominique Pesquey | Verts          | 24    | 0,87   |        |  |
|                | Jocelyne Gartner  | DVD            | 22    | 0,79   |        |  |
|                |                   |                |       |        |        |  |
| Inscrits       | Inscrits          | Inscrits       | 2 810 | 100,00 |        |  |
| Abstentions    | Abstentions       | Abstentions    | 13    | 0,46   |        |  |
| Votants        | Votants           | Votants        | 2 797 | 99,54  |        |  |
| Blancs et nuls | Blancs et nuls    | Blancs et nuls | 28    | 1,00   |        |  |
| Exprimés       | Exprimés          | Exprimés       | 2 769 | 99,00  |        |  |

### Sénateurs élus
| Sénateur | Sénateur          | Parti |
| -------- | ----------------- | ----- |
|          | Philippe Madrelle | PS    |
|          | Bernard Dussaut   | PS    |
|          | Xavier Pintat     | DL    |
|          | Jacques Valade    | RPR   |
|          | Gérard César      | RPR   |